# 538

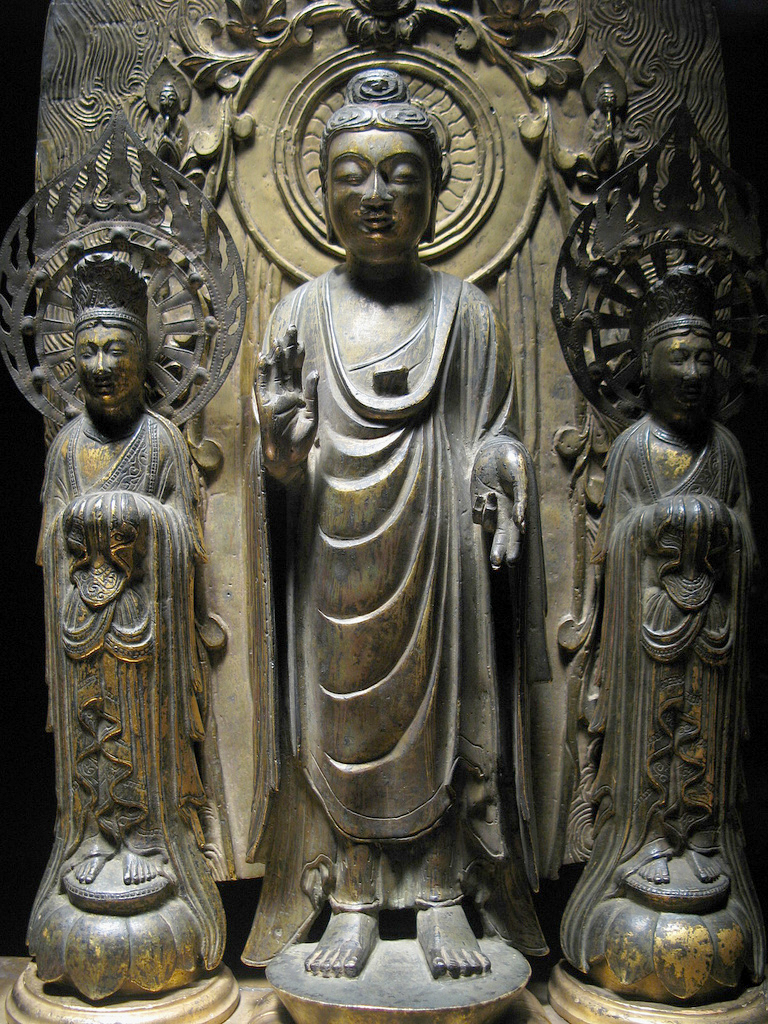
Boeddhabeeld uit Paekche (6e of 7e eeuw)

Het jaar 538 is het 38e jaar in de 6e eeuw volgens de christelijke jaartelling.

## Gebeurtenissen

### Europa
- Maart - Beleg van Rome: koning Witiges breekt na 374 dagen de belegering rondom Rome af en trekt zich ten noordoosten van de stad met het Gotische leger terug langs de Via Flaminia.
- Belisarius achtervolgd de Goten en brengt ze bij de Milvische Brug aanzienlijke verliezen toe. Witiges slaat in paniek op de vlucht en velen worden gedood of verdrinken in de rivier de Tiber.
- Gotische Oorlog: Witiges versterkt de garnizoenen in verschillende steden en belegert Rimini. De Armeense generaal Narses arriveert met een troepenmacht van 2.000 Herulen in Picenum.
- April - Belisarius herovert grotendeels Ligurië en Mediolanum (huidige Milaan). Er ontstaat een breuk in het Byzantijnse leger; met name Narses wil het commando niet delen met Belisarius.
- Koning Theudebert I steekt met een Frankisch leger de Alpen over en valt Noord-Italië binnen. Hij verslaat de Goten en Byzantijnen in de Po-vlakte, Belisarius trekt zich terug naar Toscane.

### Azië
- Einde van de Kofun- en begin van de Asukaperiode (tweede deel van de Yamatoperiode) in Japan.
- In India wordt het decimale stelsel (voor gewichten en maten) ingevoerd.

## Religie
- Het Koreaanse koninkrijk Paekche stuurt een delegatie naar Japan om het Mahāyāna boeddhisme te introduceren bij keizer Senka. (waarschijnlijke datum)

## Geboren
- Bidatsu, keizer van Japan (overleden 585)
- Gregorius van Tours, bisschop en historicus (waarschijnlijke datum)

## Overleden
- Fridolinus van Säckingen, Iers missionaris
- Severus, patriarch van Antiochië (waarschijnlijke datum)